# Sybra biochreopunctipennis
Sybra biochreopunctipennis är en skalbaggsart som beskrevs av Stefan von Breuning 1966. Sybra biochreopunctipennis ingår i släktet Sybra och familjen långhorningar.
Artens utbredningsområde är Filippinerna. Inga underarter finns listade i Catalogue of Life.